# Toni Demuro
 (août 2019).
Toni Demuro (Sassari, 1974) est un illustrateur italien. 

## Biographie
Diplômé en peinture à l'Académie des beaux-arts de Sassari en 1997, Toni Demuro travaille depuis lors comme créatif dans le domaine des arts visuels et du design. 
En 1996, il remporte le prix Acquaviva nei Fumetti[réf. nécessaire]. 
Il a collaboré avec Penguin Books, The Washington Post, le Boston Globe, Atlanta Magazine, Mondadori,  Rádio Londres Editora, Éditions Sarbacane, Editions Héloïse d'Ormesson, le Corriere della Sera, Vanity Fair, TukMusic. 
En 2014, il a fait la couverture de l'album Jazzy Christmas du musicien Paolo Fresu.

## Ouvrages

### Albums jeunesse publiés en français
Illustrations
- La Cheneuille, texte de  Yannick Jaulin, Editions D'orbestier, 2013
- Célestin rêve, texte de Isabelle Wlodarczyk, Editions D'orbestier, 2014
- L'oiseau qui avait avalé une étoile, texte de Laurie Cohen, La Palissade, 2015[3]
- Le Bidule, texte de Corinne Boutry, Editions D'Orestier, 2015
- La Coccinelle - Haïkus pour les enfants, texte de Patrick Gillet, Editions Sarbacane, 2017
- Des Ours dans la maison, texte de Olivier Dupin, Editions d'Orbestier, 2018
- Quand je marche en forêt, texte de  Mickaël El Fathi, Editions Les Minots, 2016[4]
- Quand je marche dans le désert[5], avec Mickaël El Fathi et Arnaud Riou, Éditions les Minots, 2018
- Chaumière, texte de Aurélia Coulaty, la Palissade, 2019[6]
- Savane - Haïkus pour les enfants, texte de Patrick Gillet, , Edition Un chat la nuit, 2019 [présentation en ligne]
- Banquise : haïkus pour les enfants , textes et haïkus de Patrick Gillet, Un Chat la nuit, 2021

## Prix
- 1996 - Prix Acquaviva sui fumetti[réf. nécessaire]
- 2016 - Prix Gayant Lecture[7]